# Рід дії
Рід дії — поняття мовознавства, яке використовують для класифікації дієслів на підставі їхніх лексичних відмінностей у значеннях слів, а саме наявність і відсутність додаткових сем, які вказують на тривалість, повторюваність дії, особливості її протікання, виконання, настання чи припинення, її повторюваність тощо. Тобто, йдеться в першу чергу про класи значення. Рід дії також визначають як тип модифікації дієслівної дії, виражений певними словотвірними засобами, а саме: префіксами, інфіксами, постфіксами, циркумфіксами. Також існує визначення, що рід дії — підпорядковані категорії аспектуальності пари дієслів, одне з яких характеризується якимось додатковим семантичним значенням: повторюваності, розподільності, однократності і под. Обидва компоненти або частіше один із них є одновидовим — доконаного або недоконаного виду.
Рід дії, серед іншого, характеризує особливості протікання, тривалість і наслідок якогось процесу.
Наприклад:
```
Він шукав свою машину двадцять хвилин.
?? Він знайшов свою машину двадцять хвилин.
```

Прийнятним є перше речення, оскільки щось "шукати" можна "протягом певного часу". Неприйнятність другого речення пов'язана з внутрішньою часовою структурою дії, яку виражає дієслово "знайти". "Шукати" — тривала, розтягнена в часі дія, натомість "знайти" — дія, яка відбувається в певний момент або через певний час.
Рід дії в багатьох мовах, зокрема в українській і німецькій, може бути маркований певними морфологічно-словотвірними одиницями. Наприклад, "виїхати" позначає початок дії, тоді як "їхати" — тривалу дію (такі дієслова, як "їхати", "йти", "плисти" тощо, називають дуративами — слова, які характеризують дію, що відбується без будь-яких часових меж початку, тривалости та кінця). Подібне можна побачити в німецькій мові: "verblühen" ("відквітнути") позначає кінець дії "blühen" ("квітнути"). Таким чином рід дії відрізняється від способу дієслова, що перший виражений лексично, а другий — граматично (крім того, він виражається в парі протиставлених дієслів).

## Історія поняття
У ХІХ столітті поняття "вид" та "рід дії" вживали як синоніми. Поняття рід дії у 1885 році ввів німецький мовознавець Карл Бругман У 1908 році шведський славіст Сіґурд Аґрелль (1881–1937) у праці «Видові відмінності і творення родів дії у польських дієсловах» уперше розрізнив поняття виду та роду дії:
```
Під 
родом дії
 я розумію […] 
не
 дві головні категорії слов'янського дієслова, доконані та недоконані — їх я називаю 
видом
. Поняттям 
рід дії
 я позначаю 
значеннєві функції
 дієслівних композитів, на які до того практично не звертали уваги […], 
які точніше виражають, 
як
 відбулася дія
.
[
5
]
```

Учення про роди дії було розвинуте в працях польських (Е. Кошмідєр), чеських (І. Нємець), російських (Ю. Маслов, О. Бондарко, Л. Буланін) учених. Родам дії як окремій граматичній категорії в рамках аспектуальності присвячено окремий розділ в «Украинской грамматике» (К., 1986).
В англійській мові разом із запозиченим з німецької терміном aktionsart використовують manner of action, в іспанській — clase de acción o modo de acción, польській — rodzaj czynności, французькій — caractère de l’action.

## Співвідношення категорій виду та роду дії
Поняття "рід дії" слід відрізняти від виду, хоча ці дві категорії розвивалися паралельно. Вид є морфологічно-граматичною категорією, а рід дії визначається як певний зв'язок між значеннями конкретних дієслів. Категорія виду ґрунтується на опозиції об’єктивних та суб’єктивних аспектів характеристики дії, що зумовлені поглядом мовця на ситуацію. Видові значення завершеності/незавершеності доповнюються та конкретизуються додатковими якісними, кількісними, оцінними та іншими відтінками аспектуальності з погляду реальної граничності/неграничності вияву дії: тривалості, кратності, повторюваності, одноразовості, розподільності, інтенсивності тощо. У лінгвістичній літературі такі якісні, кількісні та інші аспектуальні значення дієслів позначають терміном роди (способи) дієслівної дії, або розглядаються як аспектуальні лексико-граматичні розряди дієслів, у межах яких виділяють дрібніші, часткові підгрупи. Термін «аспектуальні лексико-граматичні розряди» менш уживаний, оскільки позначає семантику тільки лексико-граматичного рівня й залишає поза увагою лексико-семантичний рівень аспектуальності.
Тим не менш, під час аналізу виявляється зв’язок категорії родів дії з категорією дієслівного виду, хоч єдності в поглядах на таке взаємовідношення в лінгвістичній науці немає. Наприклад, О. В. Ісаченко вважає, що вид і роди дії є різними маніфестаціями одного й того самого явища, які перебувають у додатковому розподілі. Тому дієслово, яке співвідноситься з певним вихідним дієсловом протилежного виду, є або його видовим корелятом, або його регулярною семантичною модифікацією (в останньому випадку йдеться про рід дії). Категорія родів дії є факультативною; разом з тим вона, на відміну від категорії виду, часто пов’язана не лише з відображенням характеру протікання дії, але й із конотаціями, тобто емоційно забарвленим мовленням.

## Значенєві класи дієслів
Поділ дієслів на значеннєві класи є неоднозначним, адже різні автори пропонують різні класифікації. Крім того, немає жодних формальних правил щодо того, які ознаки повинні бути класифікаційними, а також щодо пріоритетності таких ознак.
У 1957 році Говард Б. Ґері ввів поняття граничних і неграничних дієслів . Неграничними дієсловами є дієсловами, які не мають часових обмежень (приміром, дієслво стану). До граничних дієслів належать такі, які, приміром, позначають досягнення певного стану, завершення дії, стану, кінець досвіду тощо. Так, приміром, у реченні "Сергій іде на роботу" дієслово "іти" може бути як неграничним (якщо йдеться про те, що дією Сергія є активна дія, яка полягає в пересуванні до місця роботи), так і граничним (якщо ширший контекст ситуації припускає, що кінцем, приміром, сніданку є саме те, що Сергій іде на роботу, а не якась інша дія).
Американський філософ мови угорського походження Зено Вендлер розрізняв такі чотири основні класи дієслів:
- Activities (діяльності), які є динамічними, тривалими та неграничними. Наприклад: йти, пити, падати, бігати, вчитися, малювати кола, їсти морозиво, пити каву, подорожувати, працювати, сміятися;
- Accomplishments (завершеності), зміна стану, при чому дії є динамічними, тривалими та граничними, мають кінцеву точку та відбуваються поступово. Наприклад: з'їсти морозиво, випити каву, піти на роботу, тонути, згоряти, пропадати, виникати;
- Achievements (досягнення), що позначають динамічні, обмежені в часі та граничні дії, мають кінцеву точку та відбуваються раптово. Наприклад: впізнати, знайти, прокинутися, вибухнути, прибути.
- States (стани), які позначають дії, що не мають внутрішньої динаміки, а тому часовий аспект для них не має значення. Приклади: знати, любити, називатися, бути здоровим, знаходитися, жити, блистіти.

Activity — це дія, яка відбувається довільно та не змінює природи речі, при чому activity має подібні ознаки зі states, тому вони є неграничними. Activities і states, на відміну від accomplishments, не спрямовані на досягнення певної мети. Натомість accomplishment не може безкінечно тривати.
|                | Фазовість (можна поділити на фази) | граничність (має завершення, не може безмежно тривати) | мета дії | наявність прислівників часових рамок     | наявність прислівників часової тривалості |
| -------------- | ---------------------------------- | ------------------------------------------------------ | -------- | ---------------------------------------- | ----------------------------------------- |
| Activity       | так                                | ні                                                     | ні       | ні                                       | так                                       |
| Accomplishment | так                                | так                                                    | ні       | так (триває протягом певного інтервалу)  | ні                                        |
| Achievement    | ні                                 | так                                                    | так      | так (подія відбується в кінці інтервалу) | ні                                        |
| State          | ні                                 | ні                                                     | ні       | ні                                       | так                                       |

## Роди дії
Єдиною класифікації родів дії нема. Часто окремі роди можуть накладатися на інші, що створює проблеми під час віднесення того чи іншого дієслова до певного роду. Тим не менш, можна подати таку найповнішу класифікацію:
- дуратив (лат.: durare „тривати“, також атермінатив, континуатив, курсив) позначає ситуацію, часові рамки якої є невизначеними, а сама дія займає певний проміжок часу.
  - делімітатив (лат.: delimitatus „ослаблений“) який триває певний час, приміром, читати — почитати.
  - прогресив (лат.: progredi „йти вперед“, також континуатив) виражає дію, яка якраз триває. У деяких мовах прогресив є видом дієслова.
  - пердуратив (лат.: perdurare „тривати“) позначає тривалу дію, яка має завершення: спати — проспати всю ніч.
  - ітератив (лат.: iterare „повторюватися“, також фреквентатив, репетитив, мультиплікатив) позначає дію, яка складається з повторюваних процесів: постукувати.
  - інкрементив (лат.: incrementum „зростання“) позначає дію, яка в процесі наростання: ісп. fue comprendiendo „ставав усе більш толерантним“.
  - неграничні дієслова (грец.: α- не-; τέλος кінець, границя) дієслова не мають кульмінаційного моменту, хоча позначають активні, динамічні дії: цвісти, жити, мріяти.

- пунктатив — збірне поняття для родів дії, які позначають завершений, раптовий процес або початковий чи кінцевий пункт цього процесу
  - семльфактив (лат.: semel „один раз“; facere „зробити“) позначає однократну дію, яка може повторитися: стукнути
  - інгресив (лат.: ingressum „починати“, також інітив) позначає початок дії, який сприймається як щось повноцінне та незалежне: італ. avevo „я мав“ (у значені дуратива): „я володів“ vs. ebbi „я мав“ (у значенні інгресива): „я отримав“.
  - інхоатив (лат.: incoativum „початковий“, також інцептив) позначає загальний початок дії: вибігти
  - екволютив (лат.: evolutum „розвинений“) позначає початкову фазу дії, які розвивається: нім. aufkeimen „сходити“ до keimen „проростати“
  - мутатив (лат.: mutare „змінюватися“, також трансформатив) позначає зміну стану: захворіти — стати хворим
  - егресив (лат.: egressum „виходити за межі“, також ефектив) позначає кінець дії, її завершення: відквітнути, розтанути
  - результатив або конклюзив (лат.: resultatum „наслідок“) позначає результат, який настає після певного процесу: померти
  - фінітив (лат.: finire „закінчуватися“) позначає раптове завершення процесу: зникнути
  - комплетив (лат. completus „довершений“) позначає дію, яка спрямована на завершення процесу: дописувати
  - дистрибутив (лат. distribuere „розподіляти“) позначає результат завершення дії, яка багатократно повторювалася: перехворіти
  - граничні дієслова (грец.: [τέλος] Помилка: {{Lang}}: текст вже має курсивний шрифт (допомога) кінець) дієслова, які позначають дії, що тривають певний час і мають точки початку та кінця, або наслідки таких дій

- Роди дії, які позначають стуніть інтенсивності або інші квалітативні ознаки
  - атенуатив (лат.: attenuatum „послаблений“) позначає пом'якшену або слабшу дію, ніж дієслово, яке звично висловлює таку дію: спатоньки
  - каузатив (лат.: causa „причина“) позначає привід до дії. він існує в санскриті, семітських і тюркських мовах.
  - фактитив (лат.: factio „робити“, „діяти“) позначає дії, наслідок яких зумовлює зміну стану: висушити, спорожнити
  - інтенсив-ітератив позначає складну дію: випитувати
  - ітенсив-семельфактив позначає дію, яка на відміну від головного дієслова має однократний, інтенсивний характер: штовханути
  - дімінутив-ітератив (лат. diminuere „зменшувати“) позначає дію, яка багато разів повторюється, але має меншу інтенсивність: нім. raten – rätseln
  - кумулятив (лат.: cumulus „нагромадження“) позначає дію, яка спрямована на багато об'єктів: назбирати, наскладати
  - тоталятив (лат.: totus „повністю“) позначає дію, яка спрямована на всі (можливі та/або наявні) об'єкти: списати (всі сторінки)
  - дезидератив (лат.: desiderare „жадати“) позначає побажання настання дії: лат. edere „їсти“, esurire „хотіти їсти; бути голодним“.
  - конатив (лат.: conari „намагатися“) позначає намагання, спроби: лат. abibat „(він) спробував піти“, „(він) хотів піти“

## Експліцитні та імпліцитні форми вияву родів дії

### Роди дії та словотвір
Якщо рід дії не має експліцитного морфологічного вираження, тоді вважають, що він є частиною лексичного значення. Якщо дієслово не виражає жодного специфічного роду дії, тоді він є родовонейтральним. До них належать verba simplicia в слов'янських мовах, під якими слід розуміти дієслова, які мають лише основне лексичне значення та не мають додаткових значень чи його відтінків (так, читати — verba simplicia, а прочитати, перечитати, дочитати, почитувати тощо — verba coniuncta).
До прикладу, дієслово відпочивати позначає стан (дуратив), а дієслово знайти — однократну дію (пунктатив), відкрити — спричинення дії (каузатив). Можна навести пари дієслів, які протиставляються за родом дії:
- померти – вбити (каузатив) „спричинити, щоб хтось помер“

Мова має різні морфологічні засоби для творення роду дії. До них належать зміна кореня (стояти – ставити), використання афіксів у різних комбінаціях (падати – впасти — повалити, пити — випити — попити — напоїти), використання інших частин мови (бігти – бігти далі). Найбільше таких засобів мають слов'янські мови.
У німецькій мові значну роль для утворення родів дії відіграють префікси.

### Роди дії у відмінюванні та синтаксисі
У деяких мовах роди дії розрізняють завдяки флексіям. Приміром, форма минулого часу dixi („я сказав“) від латинського дієслова dicere („говорити“) означає, що мовець висловив усе, що хотів сказати, та не буде доповнювати свої слова, що свідчить про результативний рід дії. Подібне явище можна спостерігати в категорії часу дієслова в грецькій мові.
Рід дії як граматична категорія наявний у багатьох мовах, приміром у санскриті або в турецькій мові. До прикладу:
- тур. beklemek чекати – bekletmek змусити чекати (каузатив)
- санскрит rauti „він крокує“ – rorūyate „він постійно крокує“ (фреквентив) або „він міцно крокує“ (інтнесив)

Рід дії може виражатися фразово (аналітично). Так, німецька фраза ich war am Lesen ("я був у процесі читання") є прогресивом, а фраза commencer à + інфінітив у французькій мові позначає інхоатив. Це важливо для аналітичних і кореневих мов. Так, у китайській мові деякі слова втратили своє первинне значення та перетворилися на приставки, які додають до дієслів, щоб модифікувати їхнє значення (таким чином вони передають рід дії).

### Роди дії та обставини
States (стани) und activities (діяльності) поєднують з обставинами, які позначають тривалість дії, а achievements (досягнення) та accomplishments (завершення) з ними зазвичай не вживаються, інакше вони змінюють значення.
```
Оксана була тиждень у місті.
Миколка п'ять хвилин їв морозиво.
?? Оксана була швидко в місті.
?? Максим покинув тиждень університет.
```

Accomplishments поєднують з обставинами, які позначають часові рамки, чого не вживають з states, activities та achievements:
```
Віталій випив пиво за десять хвилин.
?? Оксана була за годину в місті.
```

States тіachievements поєднують з обставинами, які позначають конкретний час. Activities та accomplishments зазвичай з ними не вживають.
```
Я був рівно о 8 на роботі.
Марта негайно покинула кабінет.
?? Віктор негайно їхав.
?? Віталій пив рівно в опівночі пиво.
```

## Роди дії в різних мовах

### Індогерманські мови

#### Грецька
Давньогрецька мова належить до мов, у яких рід дії граматично виражався в межах категорії виду дієслова (припускають, що це було характерно для праіндоєвропейської мови). Два з цих видів були характерні для однієї форми минулого часу та однієї форми теперішнього часу, тоді як аорист існував лише в індикативі та лише у формі минулого часу. Майбутній час у давньогрецькій мові був суто часовою формою та не мав форм виду чи роду дії. Так, для виду аориста характерними були пунктуатив, егресив, ефектив, інхоатив, інгресив; для недоконаного виду — дуратив, фреквентатив, ітератив, габітуатив; для доконаного виду — результатив.
Новогрецька мова зберегла систему категорії виду давньогрецької мови та розширила її на всі часові форми. Приміорм, дієслівна форма „κοιμήθηκε“ (kimíthike) у поєднанні з аористом позначає інхоативний або інгресивний рід дії і її треба перекладати як „він заснув“. Дуративну форму „він спав“ передають як „κοιμόταν“ (kimótan) в недоконаному виді. Дієслово спати в обох мовах позначає тривалу дію. Але для висловлення різних родів дії в українській слід послуговуватися словотвірно-морфологічними засобами, а в грецькій — змінювати його вид.

#### Слов'янські мови
Деривативи з різними родами дії задокументовані були ще в давньоцерковнослов'янській мові в дієслів руху (сучасні відповідники — йти - ходити, носити - нести; у цих парах друге дієслово має ітеративне або каузативне значення). На цьому ґрунті сформувала бінарна система виду дієслова в сучасних слов'янських мовах. Так, у сучасній українській мові, як і в інших слов'янських мовах, категорію виду передають за допомогою різних афіксів.
Для позначення роду дії служать префікси, інфікси, суфікси, постфікси, зміна наголосу, часто в поєднанні з кореневими змінами:
- префікс + зміна кореня: йти — п-іти
- інфікс + зміна наголосу: стриб-а-ти — стриб-ну-ти
- префікс + інфікс: співати — на-спів-ув-ати
- префікс + постфікс: говорити — роз-говорити-ся

Приклади родів дії, які в польській мові виражає префікс po-:
- інхоатив: kochać „кохати“ – pokochać „покохати“
- інгресив: jechać „їхати“ – pojechać „поїхати“
- дистрибутив: wiązać „в'язати“ – powiązać „пов'язати“
- делімітатив: czytać „читати“ – poczytać „почитувати“
- результатив: grzebać „ховати“ – pogrzebać „поховати“

Префікс po- в деяких дієсловах виражає суто граматичну категорію виду, наприклад, błogosławić „благословити“ (недок.) – pobłogosławić „поблагословити“ (док.). У такому випадку в славістиці не говорять про рід дії. Загалом у славістиці не вживають цього поняття, а віддають перевагу поняттям „функція деривату“ тощо.
Кількість родів дієслівної дії, частота їхнього вживання в мовленні становлять специфіку дієслівної системи кожної слов'янської мови. Так, ітеративні дієслова доконаного виду з подвійним префіксом попо- (попоходити, попоносити) властиві тільки українській мові, ітеративні дієслова недоконаного виду — російській (стилістично обмежені утворення типу хаживать, говаривать, нашивать) та чеській (chodivat, chodivavat) мовам, дистрибутивні дієслова доконаного виду з двома префіксами частіше або рідше вживаються у всіх слов'янських мовах, однак найбільшого поширення ці утворення набули в польській та українській мовах.
В українській мові налічують до 20 способів дієслівної дії. В. М. Русанівський поділяє їх на результативні (виходити, достоятися), фазові (побігти, розхворітися, відгриміти), кількісні зі значенням одноразовості дії (війнути, блиснути), багаторазовості (поблискувати, попоходити, понасипати) та ступеня інтенсивності (начитатися, виспівувати, налютитися). А. П. Грищенко також називає 20 способів дієслівної дії, зводячи їх до трьох типів: часові, кількісні та оцінні. Класифікація аспектуальних значень різних типів ґрунтується загалом на семантиці дієслів, їхній здатності реалізувати процесуальну ознаку в часі, її тривалості, що виражається у певних словотвірних типах засобом префіксів чи й суфіксів.
Так, часові способи дієслівної дії позначають початок, момент її (заговорити, побігти, увійти); кінець нетривалого перебігу (відбігти, відшуміти); результат тривання обмеженого певним періодом часу процесу (проспівати, пройти); тривалу, розподілену дію (розмірковувати, роз’їжджатися,
вигулювати). Кількісні способи дієслівної дії репрезентують процеси або стани: одноразові, миттєві (мигнути, вколоти, гукнути); тривалі з додатковою оцінкою мовця: позитивною (наспіватися, напитися), негативною за наслідком (досидітися, догратися), надмірною у триванні (перетруситися, перетримати) чи багаторазово повторюваною (попоносити, понагинатися), багаторазово-розподільною (посходитися, перегукуватися) та ін. Оцінні способи дієслівної дії можна інтерпретувати як такі, що виражають міру або ступінь перебігу дії з погляду мовця, тобто нефазові акціональні значення: перервно-пом’якшеної характеристики (поблискувати, поколювати), супровідної неінтенсивної (підспівувати, підсолоджувати), активно-інтенсивної (виспівувати, викручуватися), збуджено-інтенсивної (сміятися, розкручуватися), надмірно- або ускладнено-інтенсивної (вимальовувати, забрехатися, зальопатися) та ін.

#### Романські мови
У романських мовах зростає тенденція до синтетичного вираження родів дії. Так, у французькій мові, окрім успадкованих від латини засобів, використовують -et для фреквентативу-дімінутиву (craquer „тріскати“ – craqu-et-er „потріскувати“), -el — для каузативу (craqu-el-er „робити великим“), -ot — для фреквентативу-ітеративу (siffler „свисвіти“ — siffl-ot-er „відсвистувати“), а в італійській -icchi та -acchi — для атенуативного значення (dormire „спати“ – dormicchiare „дрімати“, bruciare „палити“ – bruciacchiare „запалити“).

### Неіндоєвропейські мови

#### Китайська мова
Оскільки китайська мова належить до ізолятивних мов, дієслова набувають додаткових значень не завдяки флексіям, а за допомогою службових слів (складів), які вживають після дієслова з основним лексичним значенням і які не можна класифікувати як окрему лексему. У китайській мові відсутні морфеми на позначення категорії часу, але наявні численні морфеми для позначення роду дії дієслова. Крім того, у китайській іменники та прикметники можна використовувати як дієслова, що збільшує значення категорії роду дії.
Приклади з путунхуа:
| Морфема      | Рід дії                            | Приклад речення | Транскрипція                  | Переклад                         |
| ------------ | ---------------------------------- | --------------- | ----------------------------- | -------------------------------- |
| le           | перфектив-результатив              | 我當了兵.       | wǒ dāng le bīng               | „я став солдатом (і я ним ще є)“ |
| guo          | перфектив "досвіду"                | 我當過兵.       | wǒ dāng guo bīng              | „я вже (якось) був солдатом“     |
| zhèngzài/zài | динамічний імперфектив (прогресив) | 我正在掛畫.     | wǒ zhèng zài guà huà          | „я саме зараз вішаю картини“     |
| zhe          | статичний імперфектив (дуратив)    | 牆上掛著一幅畫. | qiáng shàng guà zhe yī fú huà | „картина висіла на стіні“        |

Делімітативний вид виражається редуплікацією дієслова: 走 zǒu „йти“, 走走 zǒu zǒu „трошки прогулятися“.

#### Японська мова
Дієслівна система японської мови дуже чітко розділяє перехідні та неперехідні діємлова, які формують пари та морфологічно (синтетично) походять один від одного. Семантично ці пари мають каузативне-некаузативне значення. Форма тривалої дії неперехідних дієслів виражає дуративне значення, а в перехідних — прогресивне.